# Połączenie spawane

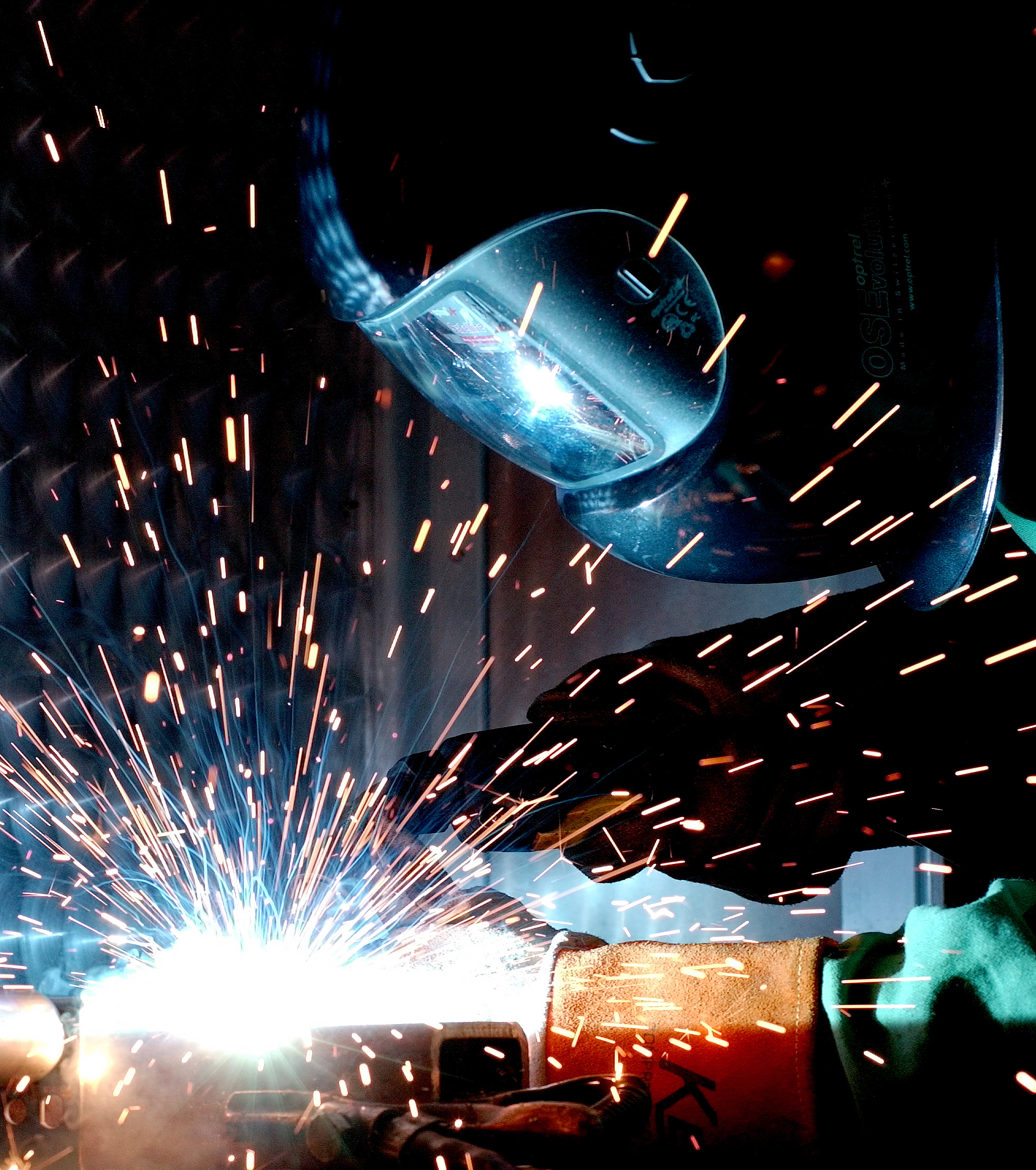
Spawanie elektryczne

Strefy złącza spawanego. 1 – materiał rodzimy, 2 – strefa wpływu ciepła, 3 – spoina

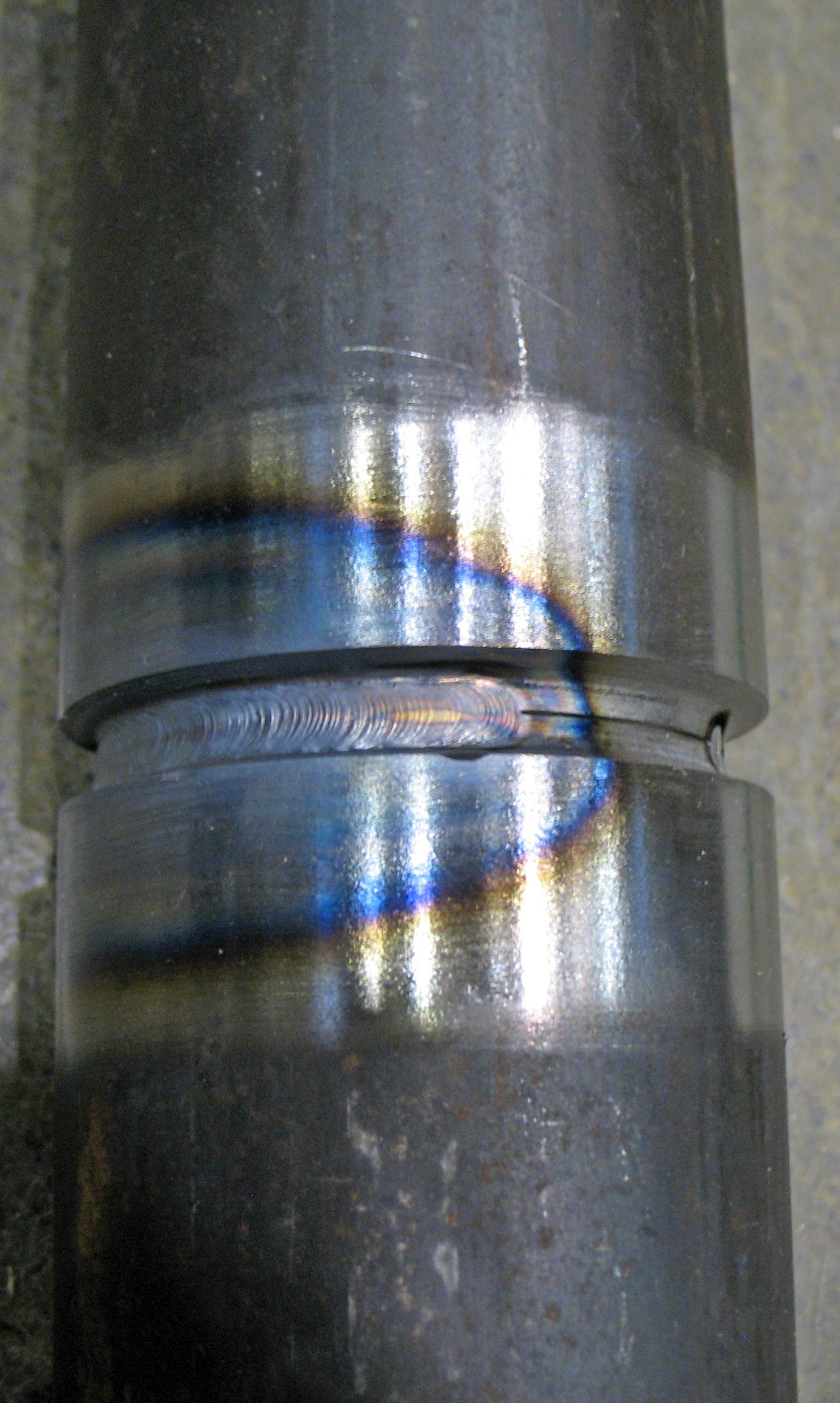
Spoina. Widoczny niebieski obszar jest wynikiem utleniania się metalu w wysokich temperaturach, dla spawania gazowego około 316 °C, ale nie odpowiada strefie wpływu ciepła. Strefa wpływu ciepła to jedynie obszar materiału w najbliższym sąsiedztwie spoiny.

Połączenie spawane, spoina – rodzaj złącza powstającego w procesie fizycznym łączenia materiałów poprzez ich miejscowe stopienie i zestalenie. Stosowane np. do łączenia metali (głównie stali) i tworzyw sztucznych. Przy spawaniu zwykle dodaje się spoiwo spawalnicze, tj. stapiający się wraz z materiałem rodzimym materiał dodatkowy, wypełniający spoinę.

## Metody spawania
Rozróżnia się metody spawania:
- spawanie elektryczne: z wykorzystaniem spawarki – urządzenia opierającego swą pracę na zjawisku łuku elektrycznego w temperaturach do 4000 °C, stosowane jest do spajania blach o grubości od 1 mm do 80 mm.
  - spawanie elektrodami otulonymi, metoda 111
  - spawanie łukiem krytym
  - spawanie drutem rdzeniowym
  - spawanie w osłonie gazów
    - spawanie MIG, metoda 131 (ang. Metal Inert Gas) – jest to spawanie łukowe elektrodą topliwą w osłonie gazu obojętnego (Ar, He, Ar + He). Metoda ta jest stosowana do spawania i napawania we wszystkich pozycjach w sposób automatyczny lub półautomatyczny.
    - spawanie MAG, metoda 135 (ang. Metal Active Gas) – jest to spawanie łukowe w osłonie gazu aktywnego chemicznie (CO2, CO2 + gaz obojętny).
    - spawanie TIG, metoda 141 (ang. Tungsten Inert Gas) – jest to spawanie łukowe elektrodą nietopliwą w osłonie gazów obojętnych (Ar, He, Ar + He). Umożliwia ona spawanie prawie wszystkich metali i ich stopów oraz łączenie ze sobą różnych metali i stopów. Uzyskiwany metal spoiny jest stopem roztopionej części materiału rodzimego i spoiwa (drut, pręt, pałeczka) podawanego w strefę jarzenia się łuku. Częściej stosowane są stopy zbliżone składem do materiału rodzimego jednak z domieszkami, które powodują poprawę jakości połączeń spawanych w różnych jej aspektach. TIG charakteryzuje się możliwością stosowania we wszystkich pozycjach.
- spawanie gazowe, metoda 311-G: najczęściej przy spalaniu acetylenu w temperaturach do 3100 °C, stosowane jest do spajania blach o grubości od 0,4 mm do 40 mm.
- spawanie elektrogazowe
- spawanie elektronowe
- spawanie laserowe
- spawanie łukowo-wodorowe
- spawanie hybrydowe
- spawanie plazmowe
- spawanie termitowe
- spawanie żużlowe

## Zmiany w materiale
W czasie spawania w obrębie działania wysokiej temperatury w stali zachodzą pewne przemiany cieplne, osłabiające jej wytrzymałość. Połączenie spawane zmniejsza wytrzymałość materiału o następujące wartości:
- wytrzymałość na rozciąganie k'r = 0,8 kr
- wytrzymałość na zginanie k'g = 0,9 kr
- wytrzymałość na ściskanie k'c = kr
- wytrzymałość na ścinanie k't = 0,65 kr,

gdzie kr jest wytrzymałością materiału na rozciąganie.
W starszych książkach można znaleźć informację o osłabiającym wpływie spoiny, wówczas do obliczeń wytrzymałościowych używano grubości obliczeniowej, która jest o 30% mniejsza niż rzeczywista grubość materiału w miejscu spoiny lub też na końcach dodawano kratery o długości 1 – 1,5 grubości spoiny, lecz nie uwzględniano ich w obliczeniach ze względu na niepełny przetop.
Przy nowszych spawarkach już nie stosuje się żadnych poprawek, technologia pozwala na wykonanie spoiny o pełnych właściwościach już od samego początku spawania.
Połączenie spawane często wymaga dodatkowej obróbki spoiny. Często na powierzchni spoiny wydzielają się drobne cząstki żużlu, które mogą być niebezpiecznie ostre. Spoiny spawane często szlifuje się zgrubnie, zanim spawana konstrukcja zostanie użyta.

## Jakość połączeń spawanych
- Najczęściej stosowanym kryterium oceny jakości połączeń spawanych jest wytrzymałość spoiny i materiału wokół niej. Główne czynniki wpływające na jakość połączenia to metoda spawania, ilość i koncentracja dostarczanej energii, łączone materiały, materiał elektrody lub topnika, geometria i projekt połączenia, związki między wyżej wymienionymi czynnikami. Przy sprawdzaniu jakości spoin metodami niszczącymi i nieniszczącymi, brane są pod uwagę również następujące czynniki: widoczne defekty spoiny, akceptowalny poziom naprężeń rezydualnych i zniekształceń, właściwości strefy wpływu ciepła. Przepisy i normy odnośnie do spawalnictwa określają szczegółowe wytyczne dla spawacza i osoby oceniającej jakość połączenia.

## Rodzaje złącz spawanych

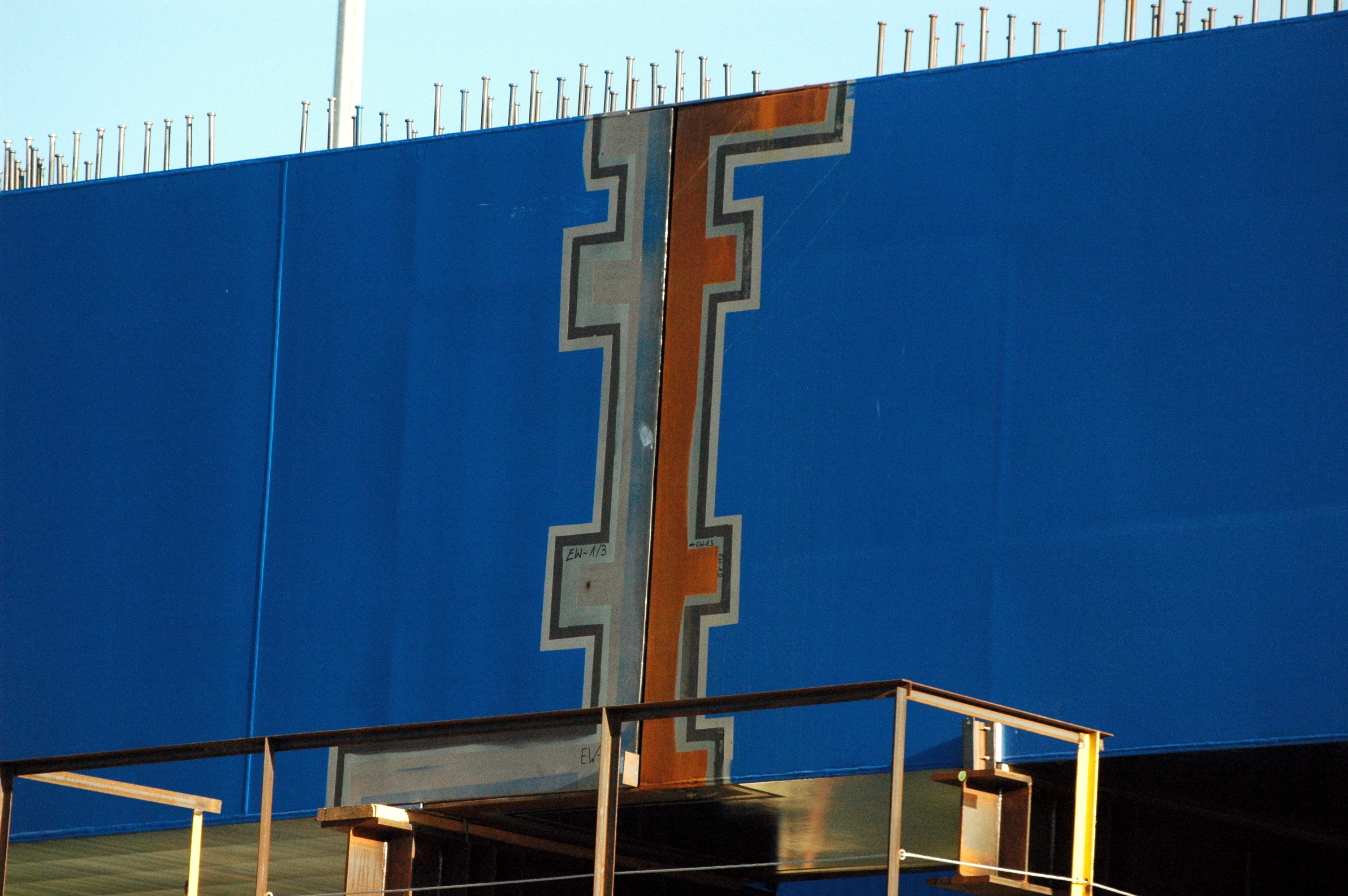
Przygotowane dwa elementy mostu do spawania

- doczołowe
- teowe
- kątowe
- krzyżowe
- zakładkowe
- równoległe
- nakładkowe
- grzbietowe
- zakładkowe

## Rodzaje spoin
Wyróżnia się rodzaje spoin:
- spoiny czołowe – spoiny powstałe między ścianką elementu tworzącą jego grubość a drugim z łączonych elementów. Jeżeli obejmuje one całą grubość elementu, to nazywamy ją spoiną z pełnym przetopem, ewentualnie pełny przetop z podpoiną. Gdy spoina nie obejmuje całej grubości elementu, wówczas mówimy o spoinach z niepełnym przetopem.
- spoiny pachwinowe – wykonane są w rowku utworzonym przez nieukosowanie ścianki elementów łączonych.
- spoiny brzeżne – brzegi blachy przygotowuje się przez podgięcie. Spawanie odbywa się w zasadzie bez dodania spoiwa. Maksymalna grubość blach stosowana przy tego typu złączach to 3 mm. Występują w złączach doczołowych i przylgowych (odmiana złącza kątowego).
- spoiny otworowe – polegają na wypełnieniu spoiwem otworu okrągłego lub podłużnego, wykonanego w jednej z blach złącza.
- spoiny punktowe – powstają poprzez przetopienie jednej z blach i wtopieniem się w blachę znajdującą się pod nią.

## Oznaczanie spoin

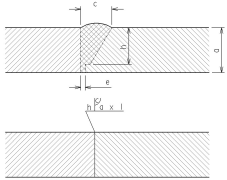
wymiarowanie spoiny na przykładzie spoiny czołowej

Na rysunkach technicznych do umownego przedstawiania spoin stosuje się zasady określone w normie EN ISO 2553. Na rynku światowym występują dwa różne systemy oznakowania na rysunkach (system A i system B).
W rysunku technicznym złącze spawane rysuje się, w zależności od stopnia uproszczenia, jak pokazano poniżej. W I stopniu uproszczenia wymiaruje się spoiny jak inne części maszyn. W III stopniu uproszczenia zaznacza się je linią oraz symbolem rodzaju spoiny.

## Pozycje spawania
Wyróżnia się pozycje spawania:
- PA – pozycja podolna
- PB – pozycja naboczna
- PC – pozycja naścienna
- PD – pozycja okapowa
- PE – pozycja pułapowa
- PF – spawanie blach w pozycji pionowej z dołu do góry
- PG – spawanie blach w pozycji pionowej z góry do dołu
- PH – spawanie rur w pozycji pionowej z dołu do góry
- PJ – spawanie rur w pozycji pionowej z góry do dołu
- H-L045 – spawanie rur w pozycji pochylonej pod kątem 45° z dołu do góry
- J-L045 – spawanie rur w pozycji pochylonej pod kątem 45° z góry do dołu

## Zakres uprawnień wynikający z wykonanego złącza egzaminacyjnego
Zakres uprawnień wynikający z wykonanego złącza egzaminacyjnego:
Przykładowy zapis uprawień
```
EN 287-1 111 T BW 1.2 B t05 D60,3 H-L045 ss nb
```

Objaśnienie przykładowego zapisu
| Norma, według której odbył się egzamin | Numer procesu spawania | Rodzaj złącza egzaminacyjnego | Rodzaj spoiny | Grupa materiałowa | Materiał dodatkowy (spoiwo) | Grubość złącza egzaminacyjnego | Średnica zewnętrzna rury złącza egzaminacyjnego | Pozycje spawania | Sposób wykonania złącza egzaminacyjnego |
| -------------------------------------- | ---------------------- | ----------------------------- | ------------- | ----------------- | --------------------------- | ------------------------------ | ----------------------------------------------- | ---------------- | --------------------------------------- |
| (1)                                    | (2)                    | (3)                           | (4)           | (5)               | (6)                         | (7)                            | (8)                                             | (9)              | (10)                                    |
| EN 287-1                               | 111                    | T                             | BW            | 1.2               | B                           | t05                            | D60.3                                           | H-L045           | ss nb                                   |

(1) Norma, według której odbył się egzamin
EN 287-1		Stal
EN ISO 9606-2	Aluminium i stopy aluminium
EN ISO 9606-3 Miedź i stopy miedzi
EN ISO 9606-4	Nikiel i stopy niklu
EN ISO 9606-5	Tytan i stopy tytanu, cyrkon i stopy cyrkonu
(2) Numer procesu spawania wg PN-EN ISO 4063
(3) Rodzaj złącza egzaminacyjnego
P	blacha
T	rura
(4) Rodzaj spoiny
BW	spoina czołowa
FW	spoina pachwinowa
(5) Grupa materiałowa według PN-CR 15608
(6) Materiał dodatkowy (spoiwo)
nm	bez materiału dodatkowego
S	drut lity lub pręt
M	drut proszkowy metalowy
B	drut proszkowy zasadowy
P	drut proszkowy rutylowy, żużel szybko krzepnący
R	drut proszkowy rutylowy, żużel wolno krzepnący
V	drut proszkowy - rutylowy lub zasadowo/fluorkowy
W	drut proszkowy zasadowo/fluorkowy, żużel wolno krzepnący
Y	drut proszkowy zasadowo/fluorkowy, żużel szybko krzepnący
Z	drut proszkowy - inne rodzaje rdzenia
A	elektroda o otulinie kwaśnej
B	elektroda o otulinie zasadowej
C	elektroda o otulinie celulozowej
R	elektroda o otulinie rutylowej
RA	elektroda o otulinie rutylowo-kwaśnej
RB	elektroda o otulinie rutylowo-zasadowej
RC	elektroda o otulinie rutylowo-celulozowej
RR	elektroda o grubej otulinie rutylowej
S	elektroda o otulinie specjalnej
(7) Grubość złącza egzaminacyjnego - blachy lub ścianki rury
t [w mm]
(8) Średnica zewnętrzna rury złącza egzaminacyjnego
D [w mm]
(9) Pozycje spawania wg PN-EN ISO 6947
(10) Sposób wykonania złącza egzaminacyjnego
bs	spawanie dwustronne
ss	spawanie jednostronne
nb	spawanie bez podkładki
mb	spawanie na podkładce
sl	spawanie jednościegowe (tylko dla spoin pachwinowych)
ml	spawanie wielościegowe (tylko dla spoin pachwinowych)
rw	spawanie techniką w prawo (tylko dla metody 311)
lw	spawanie techniką w lewo (tylko dla metody 311)
Zakres uprawnień wynikający z wykonanego złącza egzaminacyjnego
Przykładowy zapis uprawień
```
EN ISO 9606-1 111 T BW FM1 B t05 D60,3 H-L045 ss nb
```

Objaśnienie przykładowego zapisu
| Norma, według której odbył się egzamin | Numer procesu spawania | Rodzaj wyrobu | Rodzaj spoiny | Grupa materiałowa spoiwa | Rodzaj spoiwa (spoiwo) | Wymiar - grubość materiału | Wymiar - średnica zewnętrzna rury | Pozycja spawania | Szczegóły dotyczące spoiny |
| -------------------------------------- | ---------------------- | ------------- | ------------- | ------------------------ | ---------------------- | -------------------------- | --------------------------------- | ---------------- | -------------------------- |
| (1)                                    | (2)                    | (3)           | (4)           | (5)                      | (6)                    | (7)                        | (8)                               | (9)              | (10)                       |
| EN ISO 9606-1                          | 111                    | T             | BW            | FM1                      | B                      | t05                        | D60.3                             | H-L045           | ss nb                      |

(1) Norma, według której odbył się egzamin
EN ISO 9606-1	Stal
(2) Numer procesu spawania wg PN-EN ISO 4063
(3) Rodzaj wyrobu
P	blacha
T	rura
(4) Rodzaj spoiny
BW	spoina czołowa
FW	spoina pachwinowa
(5) Grupa materiałowa spoiwa
FM1	stali niestopowych i drobnoziarnistych
FM2	stali o wysokiej wytrzymałości
FM3	stali odpornych na pełzanie Cr < 3,75%
FM4	stali odpornych na pełzanie 3,75 ⩽ Cr ⩽ 12%
FM5	stali nierdzewnych i żaroodpornych
FM6	niklu i stopów niklu
(6) Rodzaj spoiwa (spoiwo)
nm	bez materiału dodatkowego
S	drut lity lub pręt
M	drut proszkowy metalowy
B	drut proszkowy zasadowy
P	drut proszkowy rutylowy, żużel szybko krzepnący
R	drut proszkowy rutylowy, żużel wolno krzepnący
V	drut proszkowy - rutylowy lub zasadowo/fluorkowy
W	drut proszkowy zasadowo/fluorkowy, żużel wolno krzepnący
Y	drut proszkowy zasadowo/fluorkowy, żużel szybko krzepnący
Z	drut proszkowy - inne rodzaje rdzenia
A	elektroda o otulinie kwaśnej
B	elektroda o otulinie zasadowej
C	elektroda o otulinie celulozowej
R	elektroda o otulinie rutylowej
RA	elektroda o otulinie rutylowo-kwaśnej
RB	elektroda o otulinie rutylowo-zasadowej
RC	elektroda o otulinie rutylowo-celulozowej
RR	elektroda o grubej otulinie rutylowej
S	elektroda o otulinie specjalnej
(7) Wymiar - grubość materiału
t [w mm]
(8) Wymiar - średnica zewnętrzna rury
D [w mm]
(9) Pozycje spawania wg PN-EN ISO 6947
(10) Szczegóły dotyczące spoiny
bs	spawanie dwustronne
ss	spawanie jednostronne
fb	podkładka topnikowa
ci	wkładka spoiwa
gb	podkładka gazowa
nb	spawanie bez podkładki materiałowej
mb	podkładka materiałowa
sl	spawanie jednościegowe (tylko dla spoin pachwinowych)
ml	spawanie wielościegowe (tylko dla spoin pachwinowych)
rw	spawanie techniką w prawo (tylko dla metody 311)
lw	spawanie techniką w lewo (tylko dla metody 311)

## Klasyfikacja geometrycznych niezgodności spawalniczych metali
Geometrycznych niezgodności spawalniczych metali.
Klasyfikację geometrycznych niezgodności spawalniczych opisuje norma PN-EN ISO 6520. Składa się ona z dwóch zeszytów. Zeszyt pierwszy (PN-EN ISO 6520-1) dotyczy niezgodności mogących pojawić się podczas spawania, a zeszyt drugi (PN-EN ISO 6520-2) odnosi się do niezgodności związanych z procesem zgrzewania.
Niezgodności spawalnicze zostały sklasyfikowane w 6 głównych grupach, tj:
1. Pęknięcia
2. Pustki
3. Wtrącenia stałe
4. Braki przetopu
5. Niezgodności kształtu
6. Inne niezgodności spawalnicze nieujęte w grupach od 1 do 5

Natomiast dla procesu zgrzewania nazwy grup są analogiczne jak dla procesu spawania z użyciem dodatkowej literą „P” przed cyfrą (np.: grupa P1, P2… itd. zamiast grupy 1, 2… itd.)
Norma PN-EN ISO 6520-1 rozróżnia niezgodność spawalniczą od wady, i tak:
- Niezgodnością spawalniczą nazywa się nieciągłość w spoinie lub odchylenie od zamierzonej geometrii
- Wada jest to niedopuszczalna niezgodność spawalnicza

## Metody badań połączeń spawanych
- Badania nieniszczące złączy spawanych (NDT, ang. non-destructive testing)
  - Badania wizualne (VT)
  - Badania penetracyjne (PT)
  - Badania magnetyczno-proszkowe (MT)
  - Badania radiologiczne (RT)
  - Badania ultradźwiękowe (UT)
  - Badania szczelności (LT)
  - Badania prądami wirowymi (ET)
- Badania niszczące złączy spawanych (DT, ang. destructive testing)
  - Badania mechaniczne
    - Próby rozciągania
    - Próby zginania
    - Próby udarności
    - Próby twardości
    - Próby technologiczne

  - Badania metalograficzne
    - Badania makroskopowe
    - Badania mikroskopowe